# Orimarga (Orimarga) trispinigera
Orimarga (Orimarga) trispinigera is een tweevleugelige uit de familie steltmuggen (Limoniidae). De soort komt voor in het Neotropisch gebied.